# 緒方道平
緒方 道平（おがた みちひら、1846年6月3日〈弘化3年5月10日〉 - 1925年〈大正14年〉7月23日）は、明治時代の日本の山林官僚。オーストリアで山林学を修めた。次男は医学者の緒方大象、三男はジャーナリスト・国会議員の緒方竹虎、四男は医師の緒方龍。

## 経歴
備中国下道郡矢田村（現・岡山県倉敷市）において郷士であった父妹尾康信の三男として生まれた。
1866年（慶応2年）、摂津国名塩村の蘭医伊藤慎蔵に師事し、次いで伊藤の師である大阪の緒方洪庵について蘭学を学んだ。ここで蘭学者緒方研堂から子弟を託され、研堂の養子となって緒方姓を名乗ることとなる。1872年（明治5年）、緒方は上京し、ドイツ語通訳としてウィーン万国博覧会で日本館を出展する田中芳男、津田仙、佐野常民らに随行してオーストリアに渡航した。このときの渡航には、陶芸家のゴットフリード・ワグネルや、医師のフィリップ・フランツ・フォン・シーボルトの長男アレクサンダー、二男ハインリヒも参加している。次いで佐野の命によってマリヤブルン農業森林高等学校で植樹法、伐採法、森林法および木材学を学習したたうえ各地を視察し、1874年11月に帰国した。
1875年（明治8年）からは、松野礀とともにドイツ・オーストラリアの山林学を極めたものとして、地理寮山林課に勤めた。
1880年（明治13年）には、太政官（政表）、統計院に務める。1885年（明治18年）まで統計第六仮課長。
1887年（明治20年）5月、山形県に書記官として赴任した。1890年（明治23年）11月に山形県参事官となり、1892年（明治25年）11月に福岡県書記官に転じる。1897年（明治30年）5月、依頼免官。
その後、福岡農工銀行の創立に携わり、1898年（明治31年）の創業から1921年（大正10年）に同行が日本勧業銀行に吸収合併されるまで頭取を務めた。